# Рамсунн
Рамсунн (норв. Ramsund) — маленькая деревня в коммуне Хьелльсунн в Норвегии, около 45 минут на машине от Харстада. Расположена на левом берегу пролива между материком и островом Хьеллёйа.
Население составляет 237 человек на 2009 год.
Часовня Рамсунда находится в этой деревне. Основная норвежская военно-морская база на севере расположена к югу от деревни.